# (7232) Nabokov
(7232) Nabokov es un asteroide perteneciente al cinturón de asteroides, región del sistema solar que se encuentra entre las órbitas de Marte y Júpiter.
Fue descubierto el 20 de octubre de 1985 por Antonín Mrkos desde el Observatorio Kleť.

## Designación y nombre
Designado provisionalmente como 1985 UQ, fue nombrado por Vladimir Nabokov (1899-1977) quien fue un novelista, poeta y crítico ruso-estadounidense. Sus mejores obras, incluida Lolita (1955), presentan efectos literarios elegantes e intrincados.

## Características orbitales
Nabokov está situado a una distancia media del Sol de 2,355 ua, pudiendo alejarse hasta 2,788 ua y acercarse hasta 1,921 ua. Su excentricidad es 0,184 y la inclinación orbital 4,487 grados. Emplea 1319,72 días en completar una órbita alrededor del Sol.

## Características físicas
La magnitud absoluta de Nabokov es 14,83. Tiene 7,626 km de diámetro y su albedo se estima en 0,041.